# Споменик захвалности Француској
Споменик захвалности Француској је скулптура коју је израдио вајар Иван Мештровић. Налази се у центру Београда, у парку Калемегдан, а постављен је 11. новембра 1930. године у знак пријатељства, узајамне помоћи и сарадње Србије и Француске током Првог светског рата. Споменик у бронзи приказује скулптуру жене која држи мач, што симболише Француску која јуриша у помоћ Србији. Са источне стране је рељеф жене која седи, оличење Сорбоне - просветне помоћи српској омладини у току и после рата. Подизање споменика је финансирано добровољним прилозима Друштва пријатеља Француске и Друштва некадашњих ђака француских школа.
До Првог светског рата се на овом месту налазио споменик Карађорђу, који је у рату срушен, а био је постављен 1913. године.
Дана 26. марта 1999, након отпочињања НАТО агресије на СРЈ, у којој је учествовала и Француска, коју су у Србији сматрали за традиционално пријатељску земљу и савезницу, споменик је прекривен црним платном и постављен је натпис Нека је вечна слава Француској које више нема.
Приликом обележавања националних празника Француске и дана сећања, функционери града Београда, Републике Србије, и разних удружења често постављају венце пред овај споменик у знак захвалности Француској

## Историја
Споменик захвалности Француској је свечано откривен на Великом Калемегдану на дан дванаесте годишњице од окончања Првог светског рата, 11. новембра 1930. године, у присуству краља Александра Карађорђевића и краљице Марије, Краљевске владе, високих званица делегације француске владе, солунских ратника и истакнутих грађана, удружења, школа и великог броја грађана.
Након незапамћене епопеје српске војске током Првог светског рата, голготе преласка преко Албаније и изванредног подвига пробоја Солунског фронта, у пресудним данима исковано је војно савезништво и пријатељство Србије и Француске. По завршетку рата, српски интелектуалци окупљени око Друштва некадашњих ученика француских школа и Друштва пријатеља Француске, покренули су иницијативу да се у знак захвалности за упућену војну и просветну помоћ Француске током и након рата, у Паризу или Београду подигне споменик као трајно сведочанство и залог очувања српско-француског пријатељства и савезништва склопљеног током дана великих искушења. Тим поводом, 1924. године оформљен је Одбор за подизање споменика на чијем челу је био истакнути лекар, један од оснивача Медицинског факултета у Београду, др Нико Миљанић (1892–1957), и започето прикупљање прилога, а агилном акцијом овог одбора убрзо су прикупљена значајна средства. Историјат споменика такође указује на 1921. годину када Одбор Београдске општине доноси Одлуку о подизању надгробног споменика у знак захвалности и пијетета према француским војницима погинулим при одбрани Београда 1915. године.
Након рата, Краљевина Србија престаје да постоји као таква, a Београд као престоница нове и сложене Краљевине Срба Хрвата и Словенаца, затим Југославије, убрзано се обнавља и украшава. Доласком у посед војног земљишта на Калемегдану, Београдска општина 1928. године уступа парцелу за споменик “на најлепшем месту у центру Калемегданског парка који доминира једним од најлепших европских пејзажа у чијој близини ће се ускоро уздизати дом Француске” (зграда Француског посланства грађена је 1928-1932). Овакав гест Француска је узвратила подизањем споменика у Паризу краљевима Петру I Ослободиоцу и Александру I Ујединитељу, споменицима у Орлеану и Марсељу, а једна од централних авенија Париза названа је по краљу Петру I. За време НАТО агресије споменик је био умотан у црно платно у знак жалости што више нема српско-француског пријатељства.

## Опис
Реализација Споменика поверена је једном од најзначајнијих југословенских скулптора, аутору светског гласа, Ивану Мештровићу (Врпоље, данашња Хрватска 1883 - Саут Бенд, Индијана САД, 1962), који дело изводи у свом атељеу - галерија “Мештровић” у Загребу, где је у Љеваоници умјетнина АЛУ 1930. године одливено у бронзи, техником “изгубљеног воска”. Модел је одливен из четрнаест делова, спојених у два дела уздужно подељене скулптуре која је након њиховог допремања у Београд склопљена на лицу места. Монументална фигура висока преко четири метра, представља Француску која у ратном замаху притиче у помоћ Србији. Експресивни покрет снажне женске фигуре - значајан мотив стваралачког опуса Мештровића, алегоријским ликовним говором изражава и глорификује национални дух Француске, сугеришући атрибуте динамизма, вођства, храбрости, вере.
Монументалност која стоји у центру Мештровићевог скулпторског израза, додатно је наглашена поставком крупних, сведених форми централне женске фигуре на седам метара висок постамент од пуних блокова тзв. брачког “мермера” (сивац јадранског типа који на површини развија белу патину). Пирамидалним низањем сегмената одмереног волумена у оквиру геометријски решеног постамента, успостављен је ритам постепеног наглашавања централног призора и стилско јединство споменика и партера, геометријски уређеног по принципима француског врта. Прилаз споменику постављеном на крају главне парковске алеје, продужава се преко граница парка, дуж главне градске улице (Кнез Михаилове) и даље, истичући га као значајну визуелну одредницу. На прочељу је уклесана година подизања и посвета “A la France”, а на зачељу натпис “Волимо Француску као што је она волела нас 1914-1918”. Структура доње зоне постамента је на бочним странама у нивоу посматрача обогаћена клесаним рељефним композицијама наративног садржаја, које су у Сплиту по Мештровићевим цртежима извели његови ученици, вајари - Франо Кршинић који води радове и Антун Аугустинчић, затим и Грга Антунац, Шиме Дујмић и Орландини. Рељефи не задиру у простор ван равни постамента и доследно спроводе концепцију зидања, уз прецизно уклапање клесаних делова са видљивим спојницама у духу египатског монументализованог рељефа, не представљајући апликације на постаменту, већ његов органски део, што стоји у концепцији Мештровићеве скулптуре. Рељефне представе описују главне заслуге: строги репетицијски низ фигура рељефа “Ратници“ са леве стране који уводи композицијски принцип изокефалије са узором у плитком асирском рељефу стрелаца - мотив који Мештровић разрађује кроз рељеф и литографију, говори о војном савезништву српских и француских трупа на Солунском фронту; на супротној страни, финије моделована “Сорбона” сугерише просветну помоћ упућену српској омладини током и након рата. Првобина скица за овај рељеф која се налази у галерији “Мештровић” и приказује Француску као жену која доји српску децу, измењена је након сугестија директора Француског института у Загребу и личног пријатеља аутора (Rаymond Warnier).
Национални симбол тријумфа Француске Републике у виду женског лика “Маријане” након револуције и пада монархије у Француској налази израз у бројним делима - са покличом Марсељезе на уснама изображена је као предводница у борби на рељефу “Полазак добровољаца” Франсоа Рида на Тријумфалној капији у Паризу; на слици Ежена Делакроа посвећеној револуцији представљена је као “Слобода предводи народ”, док је на Домијеовој слици “Република” која се налази у Музеју Орсеј, приказана као велика мајка која доји своју децу. Ове и сличне алегоријске представе Француске у виду одлучног женског лика са карактеристичном фригијском капом као препознатљивим обележјем, представљају јасне одреднице од значаја за уобличавање Мештровићевог споменика на Калемегдану.
Стилизација форме и драматичност наглог покрета фигуре по скулпторском изразу приближавају ово дело сецесији. Логика покрета чији јак искорак води порекло од каснохеленистичке скулптуре, заснована је на пребацивању укупне тежине фигуре на стопало леве ноге и успостављању статичког еквилибра између доминантних планова - тордираних маса горњег дела са истуреним десним раменом и простирања дугачког, затегнутог лука десне ноге са збирним волуменом драперије и леве руке. Распоред главних планова и бочна поставка рељефа преносе главни аспект сагледавања споменика на стране. Упркос чињеници да је бочни аспект ликовно садржајнији, Мештровић успоставља фронталну оријентацију фигуре ка посматрачу како би оваквим (идеалним) фронталним положајем, били додатно наглашени достојанство и значај изображеног лика. Одступање од натуралистичког приступа и модерни упливи, најуочљивији су у третирању драперије чији фантазам форме на зачељу чини фигуру скоро непрепознатљивом. Придруживање волумена леве руке бочним плановима драперије у функцији је успостављања готово аеродинамичне форме, где хоризонтално простирање набора тканине сугерише силовитост покрета и узлет. У оваквом простирању усковитланих набора драперије назире се тежња аутора да њиховим волуменом сугерише бочне планове крила и дело приближи идеалу скулптуралне представе победе - чувеној каснохеленистичкој скулптури “Нике са Самотраке”.

## Локација и значај
Споменик је постављен у близини Карађорђеве капије Београдске тврђаве , на месту некадашњег Споменика Карађорђу , који након тријумфалног повратка из победа у Балканским ратовима 1913. године подиже Министарство војно, у циљу обележавања сто година од формирања регуларне војске коју је установио вожд Карађорђе. Споменик Карађорђу 1916. године динамитом су срушиле аустроугарске окупационе трупе, са намером да га замене колосалном бронзаном фигуром Фрање Јосифа, која је након рата пронађена на једном савском шлепу и претопљена у звона за православне цркве, од којих је највеће поклоњено цркви Ружици на Калемегдану. Организовање подизања споменика Карађорђу започето 1857. године спада у најраније активности везане за подизање јавних споменика у Србији. Мештровићев споменик постављен на овом месту користи снажну симболику тврђаве као попришта борбе и изузетну позицију над рекама, превиђајући национално-историјски значај ове локације предвиђене за подизање споменичке меморије на Карађорђа. Бивше место Карађорђевог споменика је 1924. одређено за дечје игралиште.
Споменик Захвалности Француској припада раздобљу Мештровићевог стваралаштва после Првог светског рата, током ког су настали његови најбројнији споменици монументалне концепције, редукованих детаља и наглашене основне идеје. Овај споменик уводи нову концепцију експресивности уместо до тада уобичајене реалистичке и наративне концепције, доприносећи развоју јавних споменика у Београду; због свог културног и историјског значаја, проглашен је за споменик културе 1965. године, а 1983. године утврђен је за добро од великог значаја за Републику Србију (“Сл. Гласник РС” бр.28/83).

## Галерија
- Локација споменика захвалности Француској
- Рељеф жене која седи, оличење Сорбоне
- „A la France“
- Француска војска јуриша у помоћ Србији
- „Волимо Француску као што је она волела нас 1914-1918“
- Жена која држи мач симболише Француску која јуриша у помоћ Србији